# 康佑
康佑（Khang Hựu，1593年正月），是越南高平莫氏莫敬止的第二个年号，共计1个月。

## 纪年
| 康佑   | 元年     |
| ------ | -------- |
| 公曆   | 1593年   |
| 干支   | 癸巳     |
| 后黎朝 | 光興16年 |
| 明朝   | 万曆21年 |

## 起止時間
- 《大越史記全書》本紀卷之17　世宗毅皇帝　壬辰光興15年12月条：

右本紀附莫僭，起自丁亥莫登庸僭位，紀元明德元年，傳五世，至壬辰洪寧三年莫茂洽被俘。又繼以癸巳雄禮公自稱康佑初年。
- 《大越史記全書》本紀卷之17　世宗毅皇帝　癸巳光興16年正月条：

十四日，擒得敬止於安广处横浦县新萌村一説東潮雷陰山寺……二十七日，諸将送俘莫氏宗派，解納营門，節制鄭松令推出俱斬之于草津，使人传莫敬止首詣清華万頼行在，献于闕下。